# Савинський Андрій Васильович
Андрій Васильович Савинський — штаб-сержант Збройних сил України, учасник російсько-української війни, відзначився у ході російського вторгнення в Україну. Брав участь у бойових діях на сході України.

## Життєпис
Андрій Савинський народився на Чернігівщині. З 2014 року брав участь в АТО на сході України. Ніс військову службу в складі механізованої роти 1-го окремої танкової бригади «Сіверська» (в/ч А1815). У 2017 році закінчив Військовий коледж сержантського складу Національної академії сухопутних військ імені гетьмана Петра Сагайдачного у Львові

## Нагороди та вшанування
- орден «За мужність» II ступеня (2022) — за особисту мужність і самовіддані дії, виявлені у захисті державного суверенітету та територіальної цілісності України, вірність військовій присязі[2][3].
- орден «За мужність» III ступеня